# Análisis del control metabólico
El análisis del control metabólico (ACM o MCA en inglés) o Teoría del Control Metabólico (TCM o MCT en inglés) es un desarrollo matemático para la descripción de vías metabólicas, de señalización y genéticas. ACM cuantifica cómo las variables, cómo los flujos o las concentraciones de metabolitos, dependen de los parámetros de la red en que está inmersa. En particular, es capaz de describir cómo las propiedades que dependen de la red (descritos por los coeficientes de control) dependen de las propiedades locales (descritos por los coeficientes de elasticidad) [Kacser & Burns 1973; Heinrich & Rapoport 1974; Kacser 1983; Fell & Sauro 1985. Por lo tanto, en estudios del ACM se estudia el control relativo ejercido por cada uno de los pasos (reacciones enzimáticas) en las variables del sistema (flujos y las concentraciones de metabolitos). Este control se mide mediante la aplicación de una perturbación mientras se mide o estudia el efecto en la variable de interés después de que el sistema ha alcanzado un nuevo estado estacionario.
El problema inverso, es decir el cálculo de los coeficientes de elasticidad como función de los coeficientes de control, ha sido también estudiado como parte de una disciplina denominada Diseño del Control Metabólico (DCM) [Acerenza 1993].
Este tipo de disciplinas (tanto el ACM como el DCM) están inmersos en la disciplina denominada biología de sistemas.
{\displaystyle {\begin{array}{l}\varepsilon _{S}^{\nu }=\displaystyle \lim _{\delta S\rightarrow 0}{\dfrac {\left({\dfrac {\delta \nu }{\nu }}\right)}{\left({\dfrac {\delta S}{S}}\right)}}\approx \varepsilon _{S}^{\nu }={\dfrac {S}{\nu }}{\dfrac {\partial \nu }{\partial S}}\\\varepsilon _{P}^{\nu }=\displaystyle \lim _{\delta S\rightarrow 0}{\dfrac {\left({\dfrac {\delta \nu }{\nu }}\right)}{\left({\dfrac {\delta P}{P}}\right)}}\approx \varepsilon _{P}^{\nu }={\dfrac {P}{\nu }}{\dfrac {\partial \nu }{\partial P}}\end{array}}}
El coeficiente de elasticidad: es un constructo matemático adimensional que cuantifica la capacidad de respuesta de una reacción enzimática a cambios en un parámetro (e.g. concentración de sustrato, producto, efectores, temperatura, etc.) mientras los demás parámetros permanecen constantes. Operativamente se define como el cociente entre el cambio relativo en la velocidad enzimática (v) y el cambio relativo en el parámetro (P).
El valor del coeficiente de elasticidad nos proporciona, por lo tanto, una idea de la capacidad de respuesta de una reacción enzimática al cambio en un determinado parámetro. De manera más explícita, un valor alto nos dice que el sistema posee una mayor sensibilidad y una baja sensibilidad en caso contrario.
El coeficiente de control: mide el cambio relativo en estado estacionario en un sistema variable (e.g. flujos o concentraciones) en respuesta a un cambio relativo en un parámetro (e.g. actividad enzimática). Los dos principales coeficientes de control son los de flujo y concentración. Es fácil demostrar que existe una relación entre el coeficiente de elasticidad, el coeficiente de control y el coeficiente de respuesta. Los coeficientes de respuesta nos dicen qué tan sensible es un flujo o la concentración de un metabolito a cambios de un efector de carácter externo (I) y se define como el cociente entre el cambio relativo en el flujo (o concentración de metabolito) y el cambio relativo del parámetro externo.
{\displaystyle {\begin{aligned}C_{E_{k}}^{S}&={\frac {E_{k}}{S}}{\frac {\partial S}{\partial E_{k}}}\\C_{E_{k}}^{J}&={\frac {E_{k}}{J}}{\frac {\partial J}{\partial E_{k}}}\end{aligned}}}
Uno de los resultados fundamentales del ACM son los llamados teorema de sumación (Kacser & Burns, 1979). Estos teoremas demuestran que el control es, en principio, compartido por todas las reacciones en el sistema. Cuando el coeficiente de control con respecto a una reacción cambia, al menos el valor de otro coeficiente de control debe cambiar para compensar ese cambio. Matemáticamente estos teoremas muestra que la suma de los coeficientes de control para un flujo determinado suman uno y para un metabolito cero.
Se define como reacción (o enzima) limitante, a aquella reacción (enzima) cuyo coeficiente de control de flujo es igual a la unidad. Encontrar la enzima limitante de una vía implica encontrar aquella enzima o paso que controla toda la vía convirtiéndola en un objetivo ideal para el aumento de su flujo.
Los teoremas de sumación indican algunas dificultades a la hora de diseñar un fármaco que altere alguna variable metabólica, ya que en principio, implican un reparto del control. El coeficiente de control de flujo medio es el inverso de la cantidad de reacciones del sistema lo que sugiere que, para sistemas grandes, la mayor parte de los coeficientes de control de flujo serán pequeños. Una droga actuando sobre una reacción elegida al azar, tendrá baja probabilidad de producir un efecto marcado sobre el flujo de interés. Debido a la normalmente baja sensibilidad del flujo al cambio en las velocidades, para el aumento de un flujo, podría ser necesario el aumento simultáneo de más de una actividad enzimática. Este tipo de modulación múltiple es la que se encuentra en la base del método universal (Kacser & Acerenza, 1993).
Un efector externo cambiará las concentraciones y los flujos del sistema. Sus efectos están caracterizados por un conjunto de coeficientes de control, denominados coeficientes de respuesta, que describen el cambio relativo en una variable del sistema causado por un cambio infinitesimal relativo en el efector.
Primeramente, consideremos que el efector externo, A, afecta únicamente una de las enzimas del sistema, Ei, que cataliza la reacción vi. Entonces vi tendrá una elasticidad eviA, distinta de cero. Esta velocidad tendrá un cierto control sobre cierta variable del sistema de interés como por ejemplo, Jk, caracterizado por el coeficiente de control correspondiente: CJkvi. El efecto que produce A sobre la variable del sistema Jk puede ser calculado como el producto de ambos coeficientes y se denomina coeficiente de respuesta parcial (Kholodenko B. , 1988):
{\displaystyle (C_{v_{i}})r_{A}^{J_{k}}=C_{v_{i}}^{J_{k}}\epsilon _{A}^{v_{i}}}
Kacser en 1973 define el coeficiente de respuesta de una variable Jk, del sistema a un parámetro externo, A y lo nota: 
{\displaystyle R_{A}^{J_{k}}={\frac {A}{J_{k}\centerdot {\frac {\partial J_{k}}{\partial A}}}}}
Solamente en el caso en que A afecte a una sola reacción se cumple que:
{\displaystyle R_{A}^{J_{k}}=_{\Box }^{v_{i}}r_{A}^{J_{k}}}
En el caso en donde el efector altere varias reacciones, es demostrado por Kholodenko en 1988, que el coeficiente de respuesta a un parámetro externo es igual al promedio ponderado de los coeficientes de elasticidad con respecto al efector, donde los factores de ponderación son los coeficientes de control de las correspondientes enzimas:
{\displaystyle R_{A}^{J_{k}}=\textstyle \sum _{i}C_{v_{i}}^{J_{k}}\centerdot \varepsilon _{A}^{v_{i}}=\sum _{i}\displaystyle _{\Box }^{v_{i}}r_{A}^{J_{k}}}
Cabe remarcar, que este tipo de análisis solo se aplica a sistemas en estado estacionario en donde ocurren cambios infinitesimales o muy pequeños (casos tal vez no aplicables al estudiar por ejemplo los efectos de una hormona o el “encendido y apagado” de un gen). Sin embargo, ciertos desarrollos teóricos han acortado esta brecha existente entre la teoría tradicional y sus extensiones a grandes cambios y regímenes no estacionarios. Por teoría para grandes cambios ver: (Acerenza, 2000; Acerenza & Ortega, 2007; Ainscow & Brand, 1999d; Ortega & Acerenza, 2002; Small & Kacser, 1993a) (1993b)  y para sistemas alejados del estado estacionario o tiempo dependientes (Acerenza, Sauro, & Kacser, 1989; Cascante, Torres, Franco, Meléndez-Hevia, & Canela, 1991; Cascante, Meléndez-Hevia, Kholodenko, Scicilias, & Kacser, 1995; Heinrich & Reder, 1991; Meléndez-Hevia, Torres, Sicilia, & Kacser, 1990; Reijenga, Westerhoff, & Snoep, 2002)
Coeficiente de regulación particional
En general, cuando sobre un sistema se ejerce un cambio en un parámetro, este cambio generará una serie de cambios a lo largo de las distintas vías que terminaran repercutiendo sobre las distintas variables del sistema (flujos, concentraciones de intermediarios). En particular, si nos enfocamos sobre un paso, el cambio producido sobre éste, puede ser disecado y separado en las contribuciones que se produzcan a causa del efecto que tenga cada uno de los intermediarios metabólicos del sistema sobre él. En este sentido, el coeficiente de regulación particional (Sauro, 1990) o elasticidad condicional (Holzhutter, Jacobasch, & Bisdorff, 1985) nos dice que contribución ha tenido cada componente sobre el cambio neto que se ha producido. De esta manera, las concentraciones a las que este paso sea sensible tendrán un coeficiente de regulación particional distinto de cero, y un valor igual a cero, para aquellas concentraciones que no estén afectando el paso en estudio.
El coeficiente de regulación particional sobre el flujo Jj debido a Si cuando se modifica vk se define como el producto entre tres factores: el coeficiente de elasticidad de vk con respecto a Si, el coeficiente de control de Si con respecto a vk y el inverso del coeficiente de control del flujo Jj con respecto a la velocidad vk:
{\displaystyle ^{v_{k}}P_{S_{i}}^{J_{j}}=\varepsilon _{S_{i}}^{v_{j}}\left({\frac {C_{v_{k}}^{S_{i}}}{C_{v_{k}}^{J_{j}}}}\right)}
Sauro en su artículo de 1990, demuestra que la suma de los coeficientes de regulación particional debe ser igual a uno, o lo que es igual:
{\displaystyle \sum _{i}{^{v_{k}}P_{S_{i}}^{J_{j}}}=1,\ \forall i}
Esta ecuación permite discernir en un análisis con coeficientes de regulación particional obtenidos experimentalmente, si están considerados todos los efectores internos o si falta alguno.